# شهرک کارمندان (تهران)
شهرک کارمندان یا شهرک کارمندان دولت نام محله‌ای نسبتاً تازه‌بنیاد در منطقه ۱ شهر تهران است.
این شهرک از سوی شرق به محله ولنجک، از سوی غرب و شمال به کوهپایه‌های البرز و از سوی جنوب به روستا و زندان اوین محدود می‌شود. کوه‌های شمال این شهرک هفت‌حوض نام دارد.
رودخانه درکه از غرب این شهرک می‌گذرد و پاسگاه شهید ابطحی و مرکز تربیت معلم نیز در میان این محله و رودخانه درکه قرار دارند.
خیابان‌های مهم این منطقه «دانشگاه» و «درکه» نام دارند.